# V.P. Naik
Vasantrao P. Naik, född 1913 i Gavli, Pusad, död 1979, var en indisk politiker för Kongresspartiet och delstaten Maharashtras tredje premiärminister (Chief Minister), en post som Naik innehade från 5 december 1963 till 20 februari 1975.